# Filter (musikgrupp)
Filter är en amerikansk industrirockgrupp från Cleveland, Ohio som grundades 1993 av gitarristen och sångaren Richard Patrick och gitarristen och programmeraren Brian Liesegang.

## Historia

### Short Bus
Filters första album, Short Bus, släpptes 1995. Albumet blev en kommersiell succé och har sålt över 683.000 exemplar i USA. Albumet innehöll den kontroversiella singeln "Hey Man, Nice Shot", som ansågs profitera på den amerikanske politikern Budd Dwyers direktsända självmord. Kurt Cobains självmord ryktades även vara en inspirationskälla till låten, men bandet förnekade detta. Då Patrick och Liesegang behövde livemusiker för en turné rekryterades gitarristen Geno Lenardo, basisten Frank Cavanagh och trummisen Matt Walker. Hela live-ensemblen deltog senare i musikvideon till albumets andra singel, "Dose".

### "The Soundtrack EP"
Mellan Filters första och andra album blev bandet kända för sina bidrag till filmsoundtrack, vilka fans slog ihop och döpte till "The Soundtrack EP". Det första av dessa spår, "Thanks Bro", hamnade på albumet Songs in the Key of X: Music from and Inspired by the X-Files. Patrick är en beundrare av TV-serien X-files, i vilken hans bror Robert Patrick (känd från Terminator 2) senare fick en roll som agenten John Doggett.
1996 spelade Filter in låten "Jurassitol" till soundtracket The Crow: City of Angels. Bandet släppte också hemvideon Phenomenology samma år, vilken innehöll några av bandets live-uppträdanden och musikvidor samt en intervju med Patrick och Liesegang filmad i New Mexico.
Kort efter inspelningen av Filter/The Crystal Method-samarbetet "(Can't You) Trip Like I Do" 1997 till filmen Spawns soundtrack, lämnade Liesegang bandet på grund av kreativa meningsskiljaktigheter med Patrick. Följande år, 1998, spelade Patrick på egen hand in en cover av Harry Nilssons "One" till filmen Arkiv X: Fight The Futures soundtrack.

### Title of Record
Patrick fortsatte med att släppa albumet Title of Record 1999 tillsammans med Lenardo och Cavanagh samt Steve Gillis på trummor för att fylla in tomrummet efter Matt Walker som börjat arbeta med The Smashing Pumpkins. Title of Record var ett steg bort från industrirocken och resulterade i bandets största hit, balladen "Take a Picture", tillsammans med de mindre kända singlarna "Welcome to the Fold" och "The Best Things". Precis som tidigare hade låtarna på albumet bakgrund. Take a Picture handlar om en konflikt på ett flygplan, där en berusad Richard Patrick oroade sina medpassagerare genom att klä av sig till sina boxers. Texten inkluderar text som "Kan du ta en bild av mig, för jag kommer inte att minnas?" samt "Hej, far, vad tycker du om din son nu?" som tros syfta på att Patricks far ansåg att han inte skulle klara sig i musikbranschen och försökte övertala honom att välja ett annat yrke. Låten "Captain Bligh" (efter vice-amiral William Bligh på HMS Bounty) skrevs av Patrick efter att han lämnat Nine Inch Nails. "Miss Blue" sägs handla om The Smashing Pumpkins basist D'arcy Wretzky. Hon deltar på låtarna "Cancer" och "Take A Picture".

### The Amalgamut
2002 släpptes albumet The Amalgamut, innehållandes singlarna "Where Do We Go from Here?" och "American Cliché". Låten "The Only Way (Is the Wrong Way)" användes i reklamfilmer för bilen Hummer H2 och även i filmen Tomb Raider: The Cradle of Life från 2003. Till albumturnén rekryterades Alan Bailey på livegitarr, men turnén slutade abrupt efter ett fåtal veckor då Richard Patrick frivilligt skrev in sig för drogrehabilitering. Patrick har senare tatuerat in sitt nykterhetsdatum, 28 september 2002 på sin underarm.

### Sidoprojekt
Richard Patrick deltog i supergruppen The Damning Well som släppt endast en låt till filmen Underworlds soundtrack 2003, trots att material för ett helt album spelats in.
Army of Anyone, en annan supergrupp, är ett sidoprojekt tillsammans med trummisen Ray Luzier och Robert och Dean DeLeo från Stone Temple Pilots som släppte sitt debutalbum Army of Anyone den 14 november 2006.
25 augusti 2008 skrev Richard Patrick en ledare om Irakkriget för tidningen Huffington Post. . Patrick har senare skrivit en kolumn kallad "Filtering the Truth" för webbplatsen Suicide Girls. Hans första inlägg handlade om politik och religion och publicerades på valdagen i det amerikanska presidentvalet 2008.
De forna Filtermedlemmarna Brian Liesegang och Matt Walker spelade keyboard och trummor i Billy Corgans turnéband under marknadsföringen av Corgans soloalbum. Det ryktades även att Geno Lenardo och Frank Cavanagh tillsammans med den forna ledsångaren i Adema, Mark Chavez skulle involveras i bandet State of Mind. Ryktet visade sig dock vara falskt då Chavez redan hade ett annat band.

### Anthems for the Damned
När Army of Anyone lade ner började Patrick arbeta med material för ett nytt Filteralbum; Anthems for the Damned. Albumet släpptes i maj 2008 och hade en seriös betoning. Anthems for the Damned behandlade Patricks blandade känslor kring både världen och hans livssituation. Kritikerreaktioner har mestadels varit positiva och den första singeln "Soldiers of Misfortune" behandlar Irakkriget.

### Operation MySpace
I mars 2008 offentliggjordes att Frank Cavanagh hade återförenats med Filter och att han skulle delta vid konserten Operation Myspace i Kuwait den 10 mars. Cavanagh tog värvning 2002 och deltog under konserten endast i låten "Hey Man, Nice Shot". Under konserten bekräftade Cavanagh att han endast skulle delta i turnén fram till april då han skulle förflyttas till Irak.

### Nutid och framtid
I en intervju på webbplatsen Suicide Girls, den 13 september 2008, berättade Patrick att han arbetar på ett nytt album. Han beskrev materialet som mera industriellt och mera elektroniskt och antagligen med väldigt lite livetrummor. Den 21 november släpptes en remixad variant av Anthems for the Damned med titeln Remixes For the Damned.

## Medlemmar

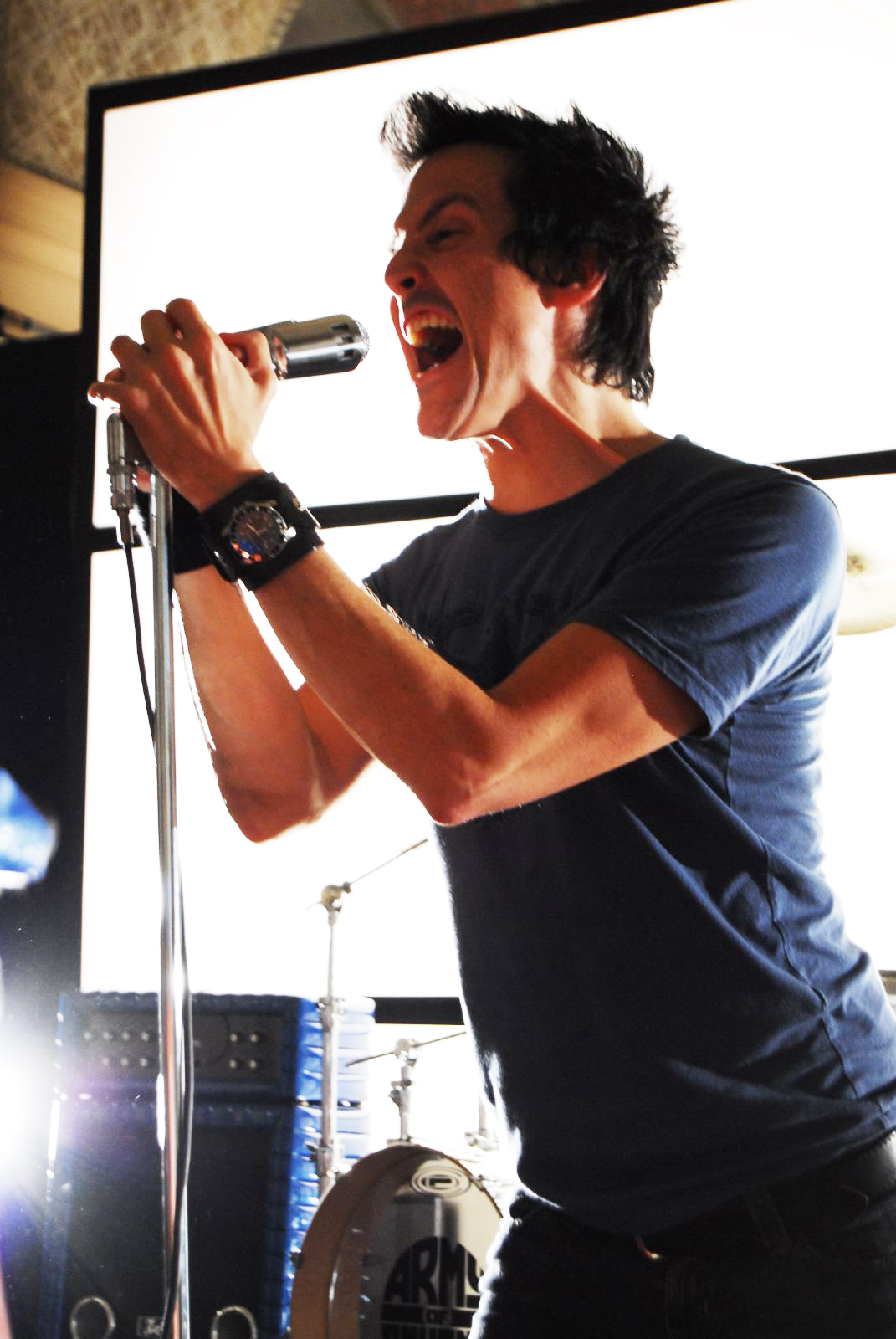
Richard Patrick, sångare i Filter och Army of Anyone.

### Nuvarande medlemmar
- Richard Patrick – ledsångare, gitarr (1993– )
- Jonathan Radtke – sologitarr, bakgrundssång (2011–2015, 2018– )
- Bobby Miller – keyboard, rytmgitarr (2014– )
- Ashley Dzerigian – basgitarr (2015– )
- Chris Reeve – trummor (2015– )

### Tidigare medlemmar
- Brian Liesegang – gitarr, programmering (1993–1997, 2018–2019)
- Matt Walker – trummor, slagverk (1995–1999)
- Geno Lenardo – gitarr (1995–2002)
- Frank Cavanagh – basgitarr (1995–2002, 2008)
- Steve Gillis – trummor, slagverk (1999–2002)
- Mitchell Marlow – gitarr (2008–2010)
- John Spiker – basgitarr (2008–2010)
- Rob Patterson – gitarr (2010–2011)
- Mika Fineo – trummor, slagverk (2008–2012)
- Elias Mallin – (2012–2013)
- Phil Buckman – basgitarr, bakgrundssång (2010–2013)
- Jeff Fabb – trummor (2013–2014)
- Oumi Kapila – sologitarr (2015–2018)
- Tim Kelleher – basgitarr (2013–2015)

### Turnerande musiker/studiomusiker
- Alan Bailey – sologitarr (2002)
- Jeff Friedl – trummor (2012–2013)
- Yogi Allgood – basgitarr (2011–2013)
- John 5 – sologitarr (2008)
- Josh Freese – trummor (2008)

## Diskografi

### Studioalbum
- Short Bus (1995)
- Title of Record (1999)
- The Amalgamut (2002)
- Anthems for the Damned (2008)
- The Trouble with Angels (2010)
- The Sun Comes Out Tonight (2013)
- Crazy Eyes (2016)

### Samlingsalbum
- The Very Best Things (1995–2008) (2009)

### Remixalbum
- Remixes for the Damned (2008)

### Singlar
- "Hey Man, Nice Shot" (1995)
- "Dose" (1995)
- "Under" (1996)
- "Jurassitol" (1996)
- "(Can't You) Trip Like I Do" (tillsammans med The Crystal Method) (1997)
- "One" (1998)
- "Welcome to the Fold" (1999)
- "Captain Bligh" (1999)
- "Take a Picture" (1999)
- "The Best Things" (2000)
- "Where Do We Go from Here?" (2002)
- "American Cliché" (2002)
- "The Only Way (Is the Wrong Way)" (2003)
- "Soldiers of Misfortune" (2008)
- "What's Next" (2008)

### Video
- Phenomenology (1996)
- Title of DVD (1999)

### Intervjuer
- Suicide Girls: Filter For The Damned (09/2008)
- Fabryka Industrial Rock webzine interview (03/2008)
- EmpyreLounge.com Interview with Richard Patrick (05/2008)
- Interview @ SHOUT! Music Webzine (07/2008)
- Type 3 Media interview with Richard Patrick and John Spiker (08/2008)